# Salix cana
Salix cana är en videväxtart som beskrevs av Carl Friedrich Philipp von Martius och Gal.. Salix cana ingår i släktet viden, och familjen videväxter. Inga underarter finns listade i Catalogue of Life.